# Grote Meren

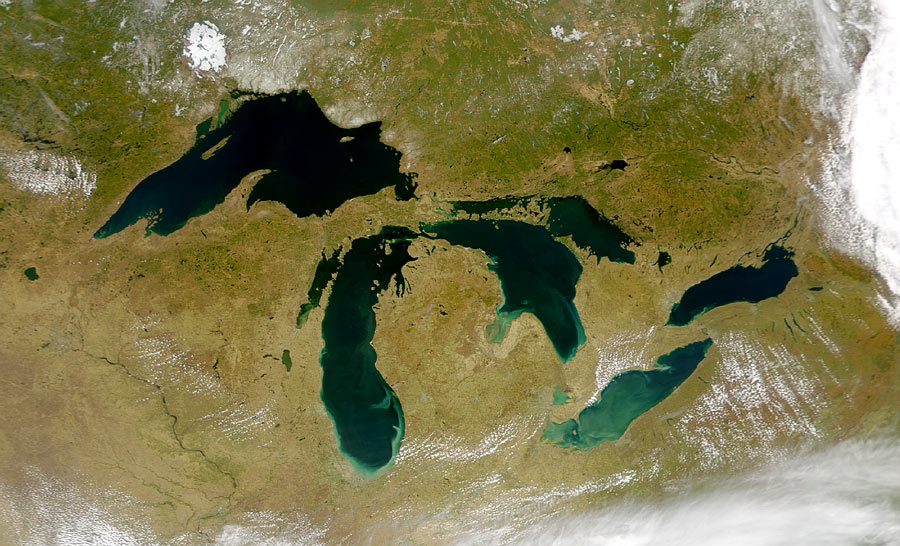
De vijf Grote Meren vanuit de ruimte

De Grote Meren (Engels: Great Lakes) zijn de vijf grote meren op of nabij de grens tussen de Verenigde Staten en Canada. De Grote Meren bestaan uit: het Bovenmeer (Lake Superior), het Huronmeer, het Michiganmeer, het Eriemeer en het Ontariomeer. Het Michiganmeer ligt volledig op het grondgebied van de Verenigde Staten, de overige vier meren ook op Canadees grondgebied. Het totale oppervlak van de meren is 244.106 km².
Het land rondom de meren is rijk aan delfstoffen als ijzererts, nikkel, koper, lood, zink, goud, zilver en asbest. Voor het transport daarvan en van steenkool zijn de meren van groot belang.
De meren werden uitgesleten door de ijskap die tijdens het laatste glaciaal het grootste deel van het noordelijk halfrond bedekte.

## Geografie

### Bathymetrie

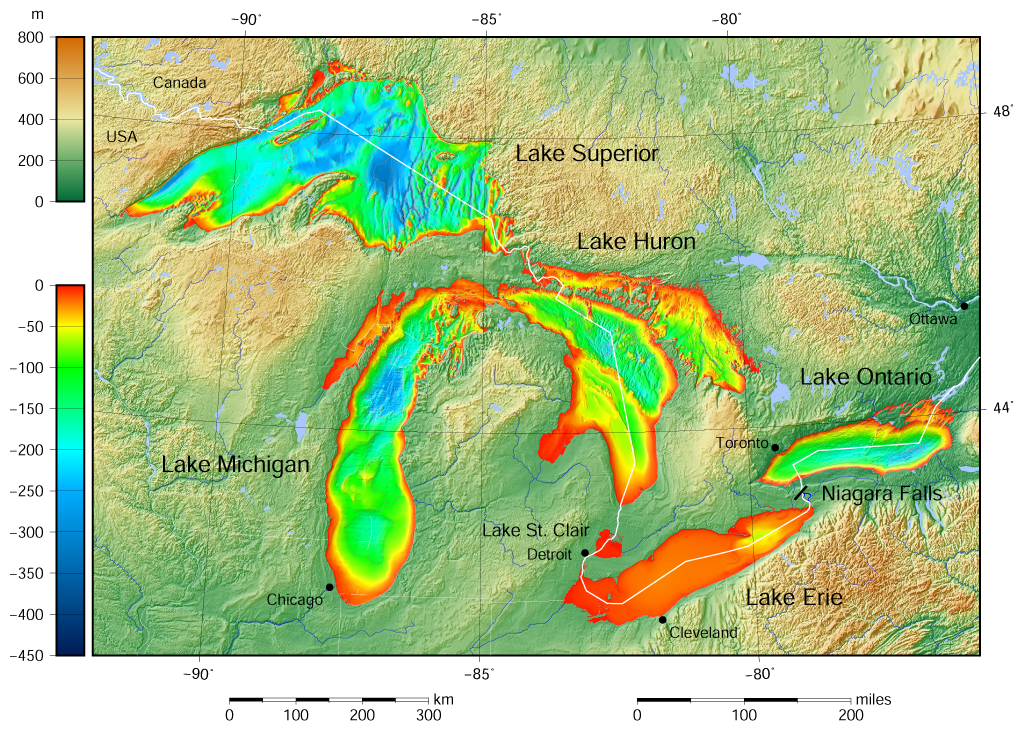
Bathymetrie van de Grote Meren

|                        | Eriemeer                                                                                     | Huronmeer                                                        | Michiganmeer | Ontariomeer                                                                    | Bovenmeer                                                                                       |
| ---------------------- | -------------------------------------------------------------------------------------------- | ---------------------------------------------------------------- | --- | ------------------------------------------------------------------------------ | ----------------------------------------------------------------------------------------------- |
| Oppervlakte            | 25.700 km²                                                                                   | 60.000 km²                                                       | 58.000 km² | 19.000 km²                                                                     | 82.000 km²                                                                                      |
| Volume                 | 480 km³                                                                                      | 3.500 km³                                                        | 4.900 km³ | 1.640 km³                                                                      | 12.000 km³                                                                                      |
| Hoogte                 | 174 m                                                                                        | 176 m                                                            | 176 m | 75 m                                                                           | 182,9 m                                                                                         |
| Gemiddelde diepte      | 19 m                                                                                         | 59 m                                                             | 85 m | 86 m                                                                           | 147 m                                                                                           |
| Maximale diepte        | 64 m                                                                                         | 228 m                                                            | 282 m | 245 m                                                                          | 406 m                                                                                           |
| Belangrijkste plaatsen | Buffalo, NY Erie, PA Cleveland, OH Lorain, OH Toledo, OH Sandusky,OH Detroit, MI Windsor, ON | Alpena, MI Bay City, MI Owen Sound, ON Port Huron, MI Sarnia, ON | Chicago, IL Gary, IN Green Bay, WI Sheboygan, WI Milwaukee, WI Kenosha, WI Racine, WI Muskegon, MI Traverse City, MI | Hamilton, ON Kingston, ON Mississauga, ON Oshawa, ON Rochester, NY Toronto, ON | Duluth, MN Marquette, MI Sault Ste. Marie, MI Sault Ste. Marie, ON Superior, WI Thunder Bay, ON |

|         | |
| Notes:  | Het gebied van elke rechthoek staat in verhouding tot het volume van elk meer. Alle metingen bij laag water. |
| Source: | EPA |

## Sluizen
De sluizen bij Sault Ste. Marie, de Sault Locks (uitgesproken als en ook wel geschreven als Soo Locks) maken het voor de scheepvaart mogelijk om van het Bovenmeer (183 meter boven de zeespiegel) naar het Michiganmeer en het Huronmeer (beide 177 meter boven zeeniveau) te varen. Hiermee worden de stroomversnellingen op de rivier de St. Marys vermeden. Jaarlijks worden er 10.000 schepen geschut en dit ondanks het feit dat de sluizen tussen januari en maart gesloten zijn vanwege ijsvorming in de meren.
De sluizen bij Buffalo in het Wellandkanaal maken scheepvaart tussen het Eriemeer en het Ontariomeer mogelijk. Het kanaal werd in 1833 gegraven om de Niagarawatervallen te omzeilen, maar was weinig succesvol vanwege grote constructiefouten. De volgende twee kanalen waren dit evenmin. Het huidige, vierde, kanaal werd gegraven tussen 1913 en 1932 en is 43,5 km lang en 9 meter diep. In het kanaal bevinden zich acht sluizen die de schepen van 175 meter boven zeeniveau laten zakken tot 75 meter boven zeeniveau.

## Saint Lawrencezeeweg
De Saint Lawrencezeeweg is de scheepvaartroute vanaf de Grote Meren naar de Saint Lawrencerivier en de Atlantische Oceaan. De route bestaat uit negen sluizen tussen het Ontariomeer en de rivier. Schepen dalen daarmee van 75 meter naar 6 meter boven zeeniveau. Dankzij de zeeroute kunnen schepen uit Duluth, Thunder Bay, Chicago, Cleveland en Buffalo de oceaan bereiken.

## Illinois and Michigan Canal
In 1848 is het Illinois and Michigan Canal opengesteld, waarmee de Grote Meren in verbinding kwamen met de Mississippi.